# إسطفان البوغوريدي
إسطفان البوغوريدي هو سياسي عثماني شغل منصب والي في الدولة العثمانية.

## مناصبه
تولى المناصب التالية:
- أمير ساموس (1832–1850)
- قائممقام البغدان  [لغات أخرى]‏ (1821–1822)
- قائممقام الأفلاق ‏ (1821–1821)